# توری دلاپروتا
توری دلاپروتا (انگلیسی: Tori DellaPeruta؛ زادهٔ ۲۱ مارس ۲۰۰۴) بازیکن فوتبال اهل ایالات متحده آمریکا است.
وی همچنین در تیم‌های ملی فوتبال زیر ۱۹ سال و زیر ۲۳ سال ایتالیا بازی کرده است.

## اوایل زندگی
توری دلاپروتا در آتلانتا، جورجیا به دنیا آمد. پدر و مادر او، باربارا و آدام دلا پروتا هستند، و خواهری بزرگ‌تر به نام تالیا دارد که او نیز یک فوتبالیست حرفه‌ای است. مادربزرگ او اهل پسکارا و پدربزرگش اهل ناپل است. دلا پروتا در ابتدا به‌عنوان یک دروازه‌بان فوتبال بازی می‌کرد، اما در سن پنج‌سالگی به پست هافبک منتقل شد. او تا سن ۱۲ سالگی برای باشگاه یونایتد فوتبول آکادمی بازی کرد، سپس از سال ۲۰۱۸ تا ۲۰۲۰ عضو باشگاه توفات ساکر کلاب بود و از ۲۰۲۰ تا ۲۰۲۲ دوباره به یونایتد فوتبول آکادمی بازگشت. او در سال ۲۰۱۹، زمانی که هنوز دانش‌آموز سال اول دبیرستان بود، به دانشگاه کارولینای شمالی متعهد شد.
دلا پرونتا تنها یک سال برای تیم فوتبال دبیرستانی خود در دبیرستان وست فورسایت به میدان رفت که مربوط به سال سوم تحصیلی‌اش در سال ۲۰۲۱ بود. او تیمش را به رکورد ۱۹ برد و ۲ باخت رساند و با ۵۴ گل، رکورد فصل مدرسه را شکست. او تنها گل بازی فینال رقابت‌های GHSA در کلاس 7A را مقابل تیم شکست‌ناپذیر لامبرت به ثمر رساند و باعث شد دبیرستان وست فورسایت نخستین قهرمانی ایالتی خود را کسب کند. در پی این موفقیت، او به‌عنوان بازیکن منتخب آمریکای مربیان فوتبال و بازیکن سال فوتبال دختران یواس‌ای تودی معرفی شد. او در دسامبر ۲۰۲۱ پیش از موعد از دبیرستان فارغ‌التحصیل شد تا در ترم بهار به دانشگاه کارولینای شمالی بپیوندد، اما با دریافت گذرنامهٔ ایتالیایی خود در همان ماه، تصمیم گرفت به دنبال فرصت بازی در ایتالیا برود.

## زندگی حرفه‌ای

### باشگاه فوتبال زنان پومیلیانو
پس از اتمام دبیرستان، دلا پروتای ۱۷ ساله در فصل ۲۰۲۱–۲۲ سری آ زنان در آزمون ورودی باشگاه فوتبال زنان پومیلیانو شرکت کرد. اگرچه تسلط اندکی به زبان ایتالیایی داشت و مربی و هم‌تیمی‌هایش نیز انگلیسی بلد نبودند، اما تنها ده روز پس از آغاز تمرینات، به تیم اصلی پیوست. در نخستین بازی خود به‌عنوان بازیکن تعویضی در نیمه دوم وارد میدان شد و گل برتری ۲–۱ مقابل باشگاه فوتبال زنان امپولی را در ۲۲ ژانویه ۲۰۲۲ به ثمر رساند. او نخستین بازی فیکس خود را در پیروزی ۱–۰ برابر باشگاه فوتبال زنان اینتر میلان در ۶ مارس انجام داد و تا پایان فصل جایگاه خود را در ترکیب اصلی حفظ کرد. در ۱۴ مه، زمانی که پومیلیانو برای فرار از سقوط باید در بازی پایانی فصل پیروز می‌شد و در نیمه نخست ۱–۰ از باشگاه فوتبال زنان ناپولی عقب بود، دلا پرونتا در دقیقه ۶۱ گل تساوی را زد و آغازگر بازگشتی با نتیجه ۳–۱ شد. او در مجموع، چهار گل در ۹ بازی برای این باشگاه به ثمر رساند.

### باشگاه فوتبال زنان کارولینای شمالی
پس از دوران حضورش در پومیلیانو، دلا پرونتا دو فصل پاییز ۲۰۲۲ و ۲۰۲۳ را برای تیم کارولینای شمالی تار هیلز بازی کرد. او در ۴۰ بازی (۱۹ بار فیکس) به میدان رفت و ۸ گل به ثمر رساند. هر سال چند بازی را برای همراهی با تیم ملی جوانان ایتالیا از دست داد. خواهرش، تالیا، نیز در هر دو فصل هم‌تیمی او بود.

### باشگاه فوتبال زنان سمپدوریا
پس از دو سال بازی در دانشگاه، دلا پرونتا از ادامهٔ دوران دانشگاهی انصراف داد و به‌همراه خواهرش تالیا، با باشگاه فوتبال زنان سمپدوریا در سری آ قرارداد امضا کرد. او نخستین بازی خود را به‌عنوان بازیکن تعویضی در دیدار برابر باشگاه فوتبال زنان کومو در ۱۴ ژانویه ۲۰۲۴ انجام داد. در ۱۶ مارس، در اولین بازی‌اش به‌عنوان بازیکن اصلی، چهار گل در پیروزی ۵–۰ مقابل تیم سابقش، باشگاه فوتبال زنان پومیلیانو، به ثمر رساند. در ۲۶ ژوئیه، باشگاه فوتبال زنان رم اعلام کرد که با دلا پرونتا قراردادی چهارساله امضا کرده است، اما او برای فصل آینده به‌صورت قرضی در سمپدوریا باقی خواهد ماند.

### باشگاه فوتبال زنان فیورنتینا
باشگاه فوتبال زنان فیورنتینا در ۴ فوریه ۲۰۲۵ اعلام کرد که دلا پرونتا را از رم به خدمت گرفته است.

## تیم ملی
دلا پرونتا دارای تابعیت دوگانهٔ آمریکایی و ایتالیایی است. او در سال ۲۰۲۱ به اردوی مجازی تیم ملی زیر ۱۸ سال آمریکا دعوت شد. پس از حضور در باشگاه فوتبال پومیلیانو، در رقابت‌های قهرمانی زیر ۱۹ سال زنان اروپا برای تیم ملی زیر ۱۹ سال زنان ایتالیا به میدان رفت. در سپتامبر ۲۰۲۳ به تیم زیر ۲۳ سال ایتالیا دعوت شد.
در مه ۲۰۲۴، دلا پرونتا برای نخستین بار به تیم ملی بزرگسالان ایتالیا جهت اردو و آماده‌سازی برای مقدماتی یورو زنان دعوت شد.